# Метод Ритвельда
Метод Ритвельда — методика обсчёта экспериментальных данных, разработанная и опубликованная в 1969 году Хьюго Ритвельдом (Hugo M. Rietveld) для характеристики кристаллических материалов методом порошковой рентгеновской дифракции. Дифракция нейтронов или рентгеновских лучей из порошка образцов фиксируется на дифрактограммах — графиках, характеризующихся отражениями (пиками интенсивностей), расположенными на определенных местах дифракции Брэгга, которые фиксируются прибором (дифрактометром). Высота, ширина и положение этих пиков могут быть использованы для определения многих аспектов структуры материалов.
Метод Ритвельда использует метод наименьших квадратов для уточнения и приближения теоретической линии всего профиля дифрактограммы к её экспериментальному профилю. Введение в обиход этого метода было значительным шагом вперёд в методе порошковой дифракции. В отличие от других методов, он позволяет анализировать кристаллические структуры порошков, и получать надежные результаты даже с дифрактограмм, в которых перекрываются отражения от нескольких отдельных кристаллических фаз.
Метод был впервые апробирован на дифракции монохроматического нейтронного излучения, где отражения зафиксированы в 2θ углах Брэгга. Эта методика может использоваться в равной степени и к альтернативным масштабам, таких как энергия отражённых рентгеновских лучей или нейтронов, время пролёта и др.

## Принцип

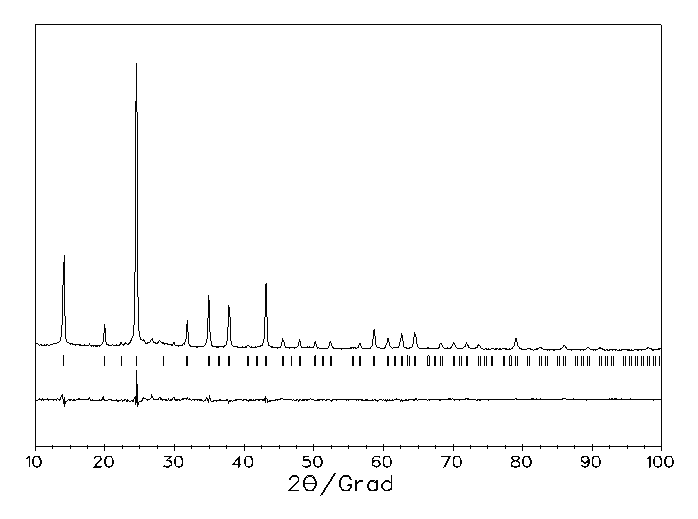
Пример уточнения дифрактограммы порошка по Методу Ритвельда. Верхняя кривая — экспериментально полученная дифрактограмма, нижняя кривая — разница между теоретически рассчитанной по методу Ритвельда и экспериментальной дифрактограмами порошка. Между ними расположены положения брэгговских рефлексов.

Диаграмма дифракции поликристаллического вещества (рентгеновского, нейтронного излучения) рассматривается как математическая функция зависимости интенсивности пиков дифракции от угла дифракции, которая в свою очередь зависит от параметров кристаллической структуры и параметров прибора. Исходя из этого с помощью метода наименьших квадратов проводится уточнение инструментальных параметров и кристаллической структуры (или структур в образце, содержащем более чем одну фазу), достигая при этом наилучшей подгонки теоретически рассчитанного профиля дифрактограммы к экспериментально полученного профиля и наименьшего значения факторов различия.
В методе используется принцип минимизации функции М, которая анализирует разницу между рассчитанными y(calc) и наблюдаемыми y(obs) профилями дифрактограмм:
{\displaystyle M=\sum _{i}W_{i}\left\{y_{i}^{obs}-{\frac {1}{c}}y_{i}^{calc}\right\}^{2}}
где Wi — статистический вес и c — общий скалярный фактор для {\displaystyle y^{calc}=cy^{obs}}